# 降着制度
降着制度（こうちゃくせいど）とは、競馬の競走に出走した競走馬が、競走中にほかの出走馬の走行を妨害したり、何らかの不利を与えた場合に、加害馬の着順を被害馬の次に繰り下げる制度のことをいう。
以下では、主に日本競馬（特に中央競馬）について述べる。

## 概要
降着制度は1953年に西ドイツで初めて導入され、1950年代のうちにイギリス、アメリカ、フランスなどの欧米諸国が相次いで導入した。
日本での導入は、中央競馬においては1991年1月1日から（ただし実質的には1月5日から）、地方競馬においては1991年4月1日からである。降着制度導入の表向きの理由は、「国際化への対応」であった。
それまでは進路妨害などの不正行為があった場合は、競走中止につながらなくとも加害馬は一律に失格となったため、とくに馬券を購入した者にとっては、的中がふいになるケースもあった。しかし、走行妨害があった時にいつも失格を適用していたのでは失格事例があまりに多くなってしまい、馬券売上にも響いてしまうので、主催者は失格を積極的には適用せず、騎手への制裁だけにとどめていたことが多かった一方で、1987年の天皇賞・春においてはミホシンザンの2着となったニシノライデンが斜行によりアサヒエンペラーの進路を妨害した為、JRA開催GIレース史上初の2位馬失格となる事態も起こっていた。これによって日本競馬ではラフプレーが横行してしまうという弊害があったため、それを改善しようという目的もあった。
この制度では加害馬が被害馬の次の着順に繰り下がったとしても馬券対象の着順になる可能性が生じるため、主催者は躊躇なく加害馬への適切な制裁を加えることができるようになった。結果として、日本競馬はそれまでとは打って変わって、激しい接触の少ない落ち着いたレースが多くなっていく。
日本が最初に導入した制度ではなく、日本国外においては「加害馬はその被害馬に対して責任を負うのがより合理的で、進路妨害の処置は加害馬・被害馬の関係のみで考えるべき」、また「どの馬もその競走で示した能力を可能な限り尊重すべき」としてこれを導入している。
2013年より、中央競馬は1月1日（厳密には競馬開催がスタートする1月5日）から、地方競馬も年度が変わる4月からルールが大幅に変更となり、JRAの説明では「各馬がレースで見せたパフォーマンスを尊重するシンプルで分かりやすいもの」となる。この変更によって降着・失格となる事例が大幅に減少することになっても、加害馬の騎手に対する制裁（騎乗停止、過怠金など）は厳正に科すとしている（詳細は後述）。
降着・失格に関する現行のルールは、以下のとおりである。
- 降着は、入線した馬が「その走行妨害がなければ被害馬が加害馬に先着していた」と裁決委員が判断した場合に、被害馬の後ろに降着となる。
- 失格は「極めて悪質で他の騎手や馬に対する危険な行為」により、「競走に重大な支障を生じさせた」と裁決委員が判断した場合に限り行われる（単純に「加害馬が被害馬の競走中止の原因を作った」だけの場合は失格にはならない）。

### 根拠
日本の中央競馬における降着制度は、農林省（現・農林水産省）省令である競馬法施行規則（昭和二十九年九月十三日農林省令第五十五号）第八条をもとにした、日本中央競馬会競馬施行規程第8章第124条、第125条を根拠としている。
競馬法の条文には言及されていない。

## 審議の流れ
競走中に進路妨害などの不正行為の疑いがある場合には審議を行う。

## 具体的な運用
ある馬が競走中に他馬への走行妨害を行い、なおかつその走行妨害がなければ被害馬が加害馬に先着していたと判断された場合、その加害馬の着順は被害馬の着順の下に繰り下げられる。加害馬の入線順位が別の馬と同じ（同着）であった場合、降着によってそれぞれが単独の着順となる。
- 例-1:加害馬がゴールに2位、被害馬が5位でそれぞれ入線したあと、降着を行うべきだと判断された場合は、加害馬は5着に降着となり、3-5位で入線した馬はそれぞれ2-4着に1つずつ順位を繰り上げて確定となる。
- 例-2:加害馬がゴールに5位、被害馬が2位でそれぞれ入線した場合、被害馬先着のため着順の変更は行われず、被害馬2着、加害馬5着のまま確定となる。
- 例-3:騎手の落馬やその他競走中の事故・疾病などによってある馬が競走中止となった場合、その原因が他馬の妨害によるものであったか否かにかかわらず降着は行なわれない（ただし失格要件に該当する場合は、加害馬は失格となる）。

（詳細は次節を参照）
なお、2012年までの日本競馬では「その走行妨害がなければ被害馬が加害馬に先着していたか」ではなく「その走行妨害によって被害馬の競走能力の発揮に重大な影響を及ぼしたか」が判断の基準であったため、走行妨害と判断された場合は加害馬は必ず降着もしくは失格となった（被害馬先着の場合を除く）。また、現在とは異なる以下のような運用がなされていた。
- 加害馬が、被害馬を騎手の落馬やその他競走中の事故・疾病などによる競走中止に追い込んだ場合は、加害馬は入線順位に関係なく失格となる（ただし加害馬が競走中止した場合は到達順位どおり確定する）。
- 加害馬の順位に関係なく、被害馬が加害馬の進路妨害などに関係なく騎手の落馬やその他競走中の事故・疾病などによる競走中止になった場合は、加害馬は最下位に降着となる（ただし加害馬が競走中止した場合は到達順位どおり確定する）。
- 同一競走内で、第1コーナーで馬Aが馬Bの進路を妨害し、第4コーナーで今度は逆に馬Bが馬Aの進路を妨害するなど、加害・被害の関係が循環する場合は、関係する全馬は到達順位のとおりに確定となる。

## 2013年の変更

### 変更点[4]
- 降着となる場合 - 入線馬について「その走行妨害がなければ被害馬が加害馬に先着していた」と裁決委員会が判断した場合、加害馬は被害馬の後ろの着順に降着させる。
- 失格となる場合 - きわめて悪質で、なおかつ、ほかの馬や騎手に対して危険行為により競馬競走に重大な支障を生じさせたと判断した場合は加害馬を失格処分とする。単に走行妨害による落馬により被害馬が競走中止となったからといって、必ずしも失格処分となるわけではなくなる。
- 審議ランプ - 2012年以前はすべての着順で変更の可能性がある場合のみに点灯していたが、これを上位5位までの入線馬で着順の変更がある場合のみに点灯させる方式に改める。なお6位以下の馬がその対象となった場合は点灯こそしないものの、レース後に改めてその状況をまとめてパトロールビデオやJRAのホームページ、競馬場・ウィンズでの案内を通して報告する。

### 解説
JRAは、降着・失格制度の見直しに関して、「競馬の国際化が進展するなか、降着・失格をはじめとした競走に関するルール全般について、国際間における統一的なルールの必要性から数年前より国際会議で議論されるようになった」ことを理由とし、「海外の競馬主要国におけるルールを参考にした」ことも認めつつ、新しい降着・失格のルールを、「各馬がレースで見せたパフォーマンスを尊重する、シンプルで分かりやすいもの」であるとしている。
日本では競馬、とりわけ中央競馬において上位入線馬の降着・失格が起こると批判が噴出することもあるが、JRAの裁決に対しては国内のみならず海外からも厳しすぎると指摘されている。裁決委員の国際会議では、各国の裁決委員が同じレース映像を見せられたとき、各国間で大きなバラツキがあった中でも日本の裁決委員は諸外国に比べてかなり厳しい判断を下したという。こうした（日本も含む）各国の裁決基準のズレが、競馬の国際化の牆壁になっているとして、国際競馬統括機関連盟などは各国の裁決基準のすり合わせを進めた。今回のJRA裁決基準の変更も、こういった海外からの一種の干渉が背景にあったことが窺える。
注意すべきなのは、「不利がなければ被害馬が明らかに先着していたと判断できない限り降着とはならない」ということである。先着していた可能性があるというだけでは、降着とはならない。なお、海外では、被害馬が落馬などによる競走中止にいたらなくても加害馬が失格となるケースが存在するが、日本の中央競馬でそのようなことが起こりうるのかについては、JRAは明らかにしていない。
審議ランプの運用見直しに関しては、JRAは「観客に対し、勝馬投票券を捨てないよう注意を促すために審議ランプを点灯する」こととし、「これによって、すみやかなレースの確定と円滑な競馬の施行を目指す」としているが、海外の競馬場でも審議ランプの運用はおよそ似たようなもので、降着制度の見直しをする上で審議ランプの運用についても国際基準に合わせることとなった。
2013年の新ルール施行直後に行われた重賞AJCCにおいて、競走中に斜行した勝ち馬が降着とされなかったこと、被害馬からの走行妨害申し立てがあるまで審議ランプがつかなかったことについて2日間で60件の苦情がJRAに殺到した。これについてJRAは、これらの苦情を、新ルールがファンの間に浸透していないことによるものだとして、「今後、ファンの方に浸透するように努めていきたい」とコメントした。これを受けてマスコミ各社は、「新ルールを理解しつつも釈然としないファンは多かった」とJRAとは異なる見解を示し、また当事者でない他の騎手の声として「あれがセーフなら何でもありになる」、「GIだったら“2週間くらい”と思って（危険な騎乗を）やるヤツが出てくる」、「短期免許ですぐに帰ってしまう外国人騎手からすれば“やり得”ということになる」との意見を紹介したうえで、騎手制裁の甘さや審議の不透明性などの課題を指摘した。被害馬の騎手は「直線のあの時点で下げて、差を詰めるのは厳しい」と、新ルールの運用に疑問を投げかけ、調教師は「新ルールの意味は理解できるが、あれがなければ勝っていた可能性が高いと確信したので、異議を申し立てた。斜行の程度も大きかった。」と、新ルールへの理解も見せつつ無念を語った。

### 初適用
新ルール施行以降初の降着事例となったのは2013年7月10日にホッカイドウ競馬で施行された「ルビー特別」だった。
この競走で2位入線したグライス（佐々木国明騎乗）は、最後の直線コースでフレンドファミリア（五十嵐冬樹騎乗）の走行を妨害したとして3着に降着。佐々木国明はホッカイドウ競馬開催4日間の騎乗停止処分を受け、これが中央・地方合わせて初の走行妨害による降着事例となった。
中央競馬における新ルール施行以降初の降着は、2013年11月3日の東京競馬第10競走ユートピアステークスで発生した。8位入線のアイムヒアー（熊沢重文騎乗）は、最後の直線コースで急に内側に斜行し、ダンスファンタジア（柴田善臣騎乗）の走行を妨害したとして9着に降着となった。熊沢重文は9日間（中央競馬開催日にして4日間）の騎乗停止となった。

## 騎手への制裁
審議により走行妨害が認められた場合、加害馬の騎手に対しては、降着・失格の有無にかかわらずその騎乗ぶり・違反行為に応じた日数の騎乗停止処分を科される。過失が軽微な事案に対しては騎乗停止は科されず過怠金や戒告となることもある。危険・悪質な騎乗やスポーツマンシップに欠ける騎乗を行った騎手に対しては過怠金ではなく騎乗停止処分を科される場合もある。
降着制度が導入された1991年以降、騎乗停止処分と降着・失格処分はセットで科されるのが通常であった。過失の程度に応じた制裁制度は中央競馬において2005年1月1日より実施されており、2009年1月に制裁基準が一部改定された。
なお、騎乗停止期間は世界共通であるため、中央競馬での騎乗停止期間中は地方競馬や海外競馬での騎乗も禁止される（地方競馬や海外競馬の所属騎手も同様）。

### 中央競馬における2008年までの制裁基準
- 騎乗停止（中央競馬での競馬開催期間6日間もしくはそれ以上）＝故意的、危険、悪質など、重大な過失によるもの
- 騎乗停止（中央競馬での競馬開催期間4日間）＝不注意によるもの
- 騎乗停止（中央競馬での競馬開催期間1 - 2日間）＝偶発的なもの、馬に非があると判断されたもの
- 過怠金（1万円 - 10万円）
- 戒告

### 中央競馬における2009年～2012年の制裁基準[17]
- 騎乗停止（中央競馬での競馬開催期間6日以上）＝重大な過失（危険、悪質な騎乗、強引な進路の取り方など）によるもの
- 騎乗停止（中央競馬での競馬開催期間4日間）＝不注意騎乗（後方不確認、不用意な扶助動作）によるもの
- 騎乗停止（中央競馬での競馬開催期間2日間、2012年より）＝不注意騎乗によるもののうち、馬の動きが小さいなど特に考慮すべき理由があるもの
- 騎乗停止（中央競馬での競馬開催期間1日間）＝主因が馬の癖によるもの
- 戒告（2012年より）　＝主因が馬の癖によるもののうち、予測が困難な急激な動きや大きく逃避して制御が困難なもの

2009年 - 2012年まで行われていた制裁の一つである過怠金（1万円 - 10万円）とは「走行妨害」ではなく「進路影響」に対する制裁であり、「進路影響」は降着・失格の理由とはならない。「進路影響」の場合、騎手への最大の制裁は「騎乗停止2日以上」である。

### 中央競馬における2013年からの制裁基準[4]
- 騎乗停止（中央競馬での競馬開催期間1日間 - 30日間、30日を超える場合は裁定委員会へ送付）
- 過怠金（1万円 - 50万円、ただし進路の取り方に対する過怠金は通常1万～10万円）
- 戒告

JRAは2013年からの裁決基準改定により降着・失格の裁決が減ることについて、騎手に対して「厳正に制裁を科すことによってラフプレーを防止し、公正で安全なレースをこれからも維持する」としている。
2012年までは、上述の通りどのような過失・妨害行為がどの程度の制裁に値するかの目安が公式に示されていたが、2013年からは騎乗停止処分のとりうる日数が示されているのみである。

### 制裁点
1980年度から、騎手に対する制裁は点に換算され、制裁点として加点される。
- 戒告 1点[18]
- 過怠金（金額によって異なる[18]）
  - 1万円 2点[18]
  - 3万円 3点
  - 5万円 4点
  - 7万円 5点
  - 10万円 8点
  - 11万円 - 50万円 12点
- 騎乗停止 10点+付加点 - 付加点は騎乗停止中の競馬開催日に2を掛けた数（例・開催日4日×2=8点 制裁点は18点）[18]。

なお、制裁点数が30点を超えると再教育となる（競馬学校での指導、レポートの提出など）。短期免許で騎乗している騎手の場合は再教育を受ける必要はないが、その代わり翌年の短期免許発給が拒否される（詳細は短期騎手免許#発給制限を参照）。再教育後点数はリセットされる。中央競馬開催終了時（基本的に12月28日）もリセットされる。
フェアプレー賞は制裁点数10点以下の騎手が受賞できる。また、東西のいずれかで勝利数、勝率、獲得賞金額の各部門で5位以内に入り、制裁点が0点の騎手は特別模範騎手賞を受賞できる。しかし、好成績を残しつつ、フェアプレーを行わなければならず、また調整ルームへの正当な理由および許可なき遅刻も制裁の対象となるなど、行動面でも模範を示す必要があるため、これまでの受賞者は5名（藤田伸二が2回）のみである。
騎手ごとの得点状況については原則非公開である。

## 不服申立て（アピール）制度
競馬施行規程第10章第150条、151条に基づき、中央競馬では加害馬の関係者（馬主・調教師・騎手）は失格・降着の裁決について、被害馬の関係者は審議の棄却の裁決について、それぞれ、必要書類と保証金（原則10万円、ただし走行妨害申し立ての棄却の裁決に対する不服申し立ては、7万円）を添えて裁定委員会に対して不服申立てをすることができる。裁決委員が出す「裁決」に対して、裁定委員会が出す最終決定のことを「裁定」という。
不服申立ては中央競馬でも過去に何度か行われているが、すべて棄却されている（1991年までは「異議申立て」という制度だった）。

### 走行妨害の申し立て
2013年よりJRAでは、レース後に走行妨害があったとして、被害馬関係者が着順の確定前に限り、当該加害馬の失格または降着を求める申立て制度が設けられている（日本中央競馬会競馬施行規程第127条）。申立てが可能な関係者は馬主、調教師、騎手および調教師業務の代行を命ぜられた調教助手もしくは厩務員であり、保証金30,000円を添えて書面により申し立てることが可能である。
JRAで過去に申し立てられた事例は2025年3月までに2例存在するが、いずれも棄却されている。
- 2013年1月20日　中山競馬第11競走・アメリカジョッキークラブカップ
  - 1着に入線したダノンバラードの騎手・フランシス・ベリーの最後の直線での御法ぶり（進路の取り方）について、2着入線のトランスワープを管理する調教師の萩原清および騎手の大野拓弥より降着の採決を求める申立てがあり審議となったが、「被害馬で2着のトランスワープは、加害馬ダノンバラードに先着できたとは認められないため」申立ては棄却され、到達順位の通り確定した。なお、ダノンバラードの騎手であるフランシス・ベリーは内側に斜行したとして、2013年1月26日から2月10日まで開催日6日間を含む16日間の騎乗停止処分となった[22][23]。
- 2025年3月16日　阪神競馬第5競走
  - 1着に入線したヴィーナスバブルおよび3着に入線したレーヌマロンについて走行妨害があったとして、5着入線のエンスエーニョを管理する調教師の斉藤崇史および騎手団野大成より降着の採決を求める不服申立てがあり審議となったが、「着順を変更する事象とは認めなかったため」申立ては棄却され、到達順位の通り確定した[24][25]。なお、ヴィーナスバブルの騎手である松若風馬は戒告、レーヌマロンの騎手である長岡禎仁には過怠金100,000円がそれぞれ課された[26]。

### 2019年のケンタッキーダービー
日本国外では被害馬の騎手や関係者による申立てが受理される場合も少なくなく、例えば第145回ケンタッキーダービーでは被害馬の騎手が申し立てを行い受理されて審議の末に着順が変わり、そのことが大きな議論となっている。
2019年のケンタッキーダービーは19頭立てで行われ、レースはマキシマムセキュリティが逃げて馬群を引っ張る形となったが、最終コーナーで外に膨らんで後続のカントリーハウス以下数頭の馬の進路に影響を与えた。マキシマムセキュリティはそのまま逃げ切り1位入線を果たしたが、2位に入線したカントリーハウス騎乗のフラビアン・プラ騎手が異議を申し立てたことによって審議となり、20数分に至る審議の末にマキシマムセキュリティは被害を受けた馬の中で最後着だったロングレンジトディより後ろの着順となる17着に降着、代わって2位入線のカントリーハウスが1着に繰り上がって優勝馬となる裁定となった。ケンタッキーダービー史上初めてとなる1着馬降着という裁定に至った事態に対しファンからは「誤審だ」「マキシマムセキュリティこそが真の勝者だ」などの批判が相次ぎ、ドナルド・トランプ米大統領も自身のTwitterアカウントで裁定に対して私見をツイートするなど、大きな波紋となった。競馬ライターの島田明宏は、この一件はアメリカ合衆国の競馬での降着制度がカテゴリー2を採用しているがゆえに起こったこととして、カテゴリー1の基準なら騎手に処分があっても馬はセーフだったのではないかとしている。
マキシマムセキュリティ陣営は降着の裁定に対して異議を申し立てたものの却下され、今後はマキシマムセキュリティの尊厳を回復するために法的手段に出ることも示唆した。

## 中央競馬における降着の事例
降着制度導入以前の失格処分はのぞく。

### 降着に関する初の事例
- 1991年1月5日（導入当日）、中山競馬第8競走において13位に入線したミヤギノフジ（寺島祐治騎乗）が15着に降着となったのが最初の降着事例である。
- 1位入線馬の降着処分は、1991年1月6日、京都競馬第11競走KBS京都紅梅賞において1位に入線したリンデンリリー（須貝尚介騎乗）が13着に降着となったのが最初。
- 1競走における2頭の降着処分は、1999年7月18日、函館競馬第9競走臥牛山特別において1位入線したコマンドスズカが6着、2位入線したクリエイトフレアーが11着にそれぞれ降着となったのが最初[34]。

### 引退レースで1位入線も降着
1993年2月27日の中山競馬第7競走（新馬戦）でこの競走を最後に引退することとなっていた徳吉一己はセントバルカンに騎乗して1位で入線したが、審議の結果6着降着となり、騎手生活の最後が降着と言う初の事例となった。なお徳吉は同年2月いっぱいで騎手免許を返上して競馬学校教官に就任することが決まっていたので、騎乗停止は翌日28日の1日のみの適用と発表された。

### 1位入線馬の降着により繰り上がりで1着同着
2006年4月9日の福島競馬第5競走（サラ系3歳未勝利）でゼットエクセル（田中克典騎乗）が1位で入線したが、同馬が決勝戦手前で急に外側に斜行し4番手で入線したアテスエの走行を妨害したため4着に降着となりその結果、同馬に続いて同着で共に2位入線したハッスルガールとピーターキャットが繰り上がりにより1着同着となった。加害馬鞍上の田中は以上の走行により2006年4月15日から2006年4月23日まで騎乗停止処分となった。

### 重賞競走における1位入線馬の降着・失格
- 1939年 優駿牝馬 ヒサヨシ 1位入線失格 薬物検査で陽性
- 1939年 目黒記念（秋） スゲヌマ 1位入線失格 薬物検査で陽性
- 1955年 中山4歳ステークス（現ラジオNIKKEI賞） イチモンジ 1位入線失格 決勝線手前で内斜行
- 1958年 中山4歳ステークス（現ラジオNIKKEI賞） ヒシマサル 1位入線失格 向正面で内斜行
- 1985年 - 朝日チャレンジカップ ニシノライデン 1位入線失格 最後の直線で外斜行
- 1991年 - 第104回天皇賞において1位に入線したメジロマックイーン（武豊騎乗）が発走直後左に進路を取った。しかし、その進路の取り方が他馬を妨害したとして18着（最下位）に降着となった（繰り上がりで1着となったのはプレクラスニー）。この年は降着制度が適用された初年度でもあり、降着について理解していなかったファンも多かったため、勝馬投票券の払い戻しなどをめぐり大混乱を招いた。1位入線馬、しかも圧倒的人気を背負っていた馬の降着は波紋を呼び、のちに東京競馬場芝2000メートルのスタート地点が改修されるきっかけになった。
- 1993年 - 阪神障害ステークス（秋） ヤマノジパング 1位入線3着降着 2周目第4コーナーで内斜行
- 1996年 - 函館記念 マイヨジョンヌ 1位入線4着降着 最後の直線で内斜行
- 1996年 - ユニコーンステークス バトルライン 1位入線10着降着 第4コーナーで内斜行
- 1999年 - アーリントンカップ バイオマスター 1位入線2着降着 最後の直線で内斜行
- 2001年 - 京都大賞典 ステイゴールド 1位入線失格 最後の直線で外斜行し、被害馬（ナリタトップロード）が落馬・競走中止
- 2002年 - カブトヤマ記念 カンファーベスト  1位入線10着降着 最後の直線で内斜行
- 2003年 - 東海ステークス ディーエスサンダー 1位入線3着降着 最後の直線で内斜行
- 2006年 - 第31回エリザベス女王杯で1位に入線したカワカミプリンセス（本田優騎乗）が最後の直線で右に斜行し、ヤマニンシュクルの進路を妨害したとして12着に降着となった（繰り上がりで1着となったのはフサイチパンドラ）。
- 2010年 - 第30回ジャパンカップで1位に入線したブエナビスタ（クリストフ・スミヨン騎乗）が最後の直線で急に左に斜行し、ローズキングダムの進路を妨害したため2着に降着となった（繰り上がりで1着となったのはローズキングダム）。
- 2020年 - 第50回高松宮記念で1位に入線したクリノガウディー（和田竜二騎乗）が最後の直線で左に斜行し、ダイアトニックの進路を妨害したため4着に降着となった（繰り上がりで1着となったのはモズスーパーフレア）。新ルール適用後、GI競走で1位入線馬・3位以内入線馬の降着はいずれも初めて。

### JRAGI競走における1位入線以外の降着・失格
- 1950年 天皇賞（秋） エゾテツザン 2位入線失格
- 1987年 天皇賞（春） ニシノライデン 2位入線失格
- 1988年 皐月賞 メイブレーブ 7位入線失格、マイネルフリッセ 15位入線失格 - グレード制導入以降GI競走では初の2頭同時失格
- 1988年 有馬記念 スーパークリーク 3位入線失格
- 1992年 - 阪神3歳牝馬ステークス マルカアイリス 12位入線16着降着
- 1993年 - 皐月賞 ガレオン 3位入線8着降着
- 1996年 - 優駿牝馬 ノースサンデー 5位入線12着降着
- 1996年 - エリザベス女王杯 ヒシアマゾン 2位入線7着降着
- 2007年 - 天皇賞（秋） エイシンデピュティ 8位入線14着降着
- 2009年 - NHKマイルカップ サンカルロ 8位入線18着降着
- 2009年 - 秋華賞 ブエナビスタ 2位入線3着降着
- 2010年 - 天皇賞（春） トーセンクラウン 11位入線18着降着
- 2010年 - スプリンターズステークス ダッシャーゴーゴー 2位入線4着降着
- 2010年 - 天皇賞（秋） ジャガーメイル 15位入線18着降着
- 2011年 - 高松宮記念 ダッシャーゴーゴー 4位入線11着降着
- 2012年 - NHKマイルカップ マウントシャスタ 6位入線失格
- 2016年 - 皐月賞 リオンディーズ 4位入線5着降着
- 2019年 - NHKマイルカップ グランアレグリア 4位入線5着降着

### 妨害行為があったものの降着とはならなかった競走
- 1999年9月19日、中山競馬第1競走において、ミルキークエストは第4コーナーで急に外側へ斜行し、ガルソンビクトリ（5位）とキングマグワイア（2位）の走行を妨害した。本来ならば加害馬であるミルキークエストを降着とするところだが、同馬はその直後落馬し競走を中止したため降着とはならなかった。騎手の蛯名正義は開催日2日間の騎乗停止となった。
- 2010年1月23日、中山競馬第3競走において、レッドガルーダは第4コーナーで急に外側へ斜行し、スマートイーグル（13着）の走行を妨害した。本来ならば加害馬であるレッドガルーダを降着とするところだが、同馬はその直後落馬し競走を中止したため降着とはならなかった。騎手のアントニー・クラストゥスは開催日1日間の騎乗停止となった。

### 妨害行為があったものの失格とはならなかった競走
- 2008年3月22日、中京競馬第5競走において、アンダンテシチーは第3コーナーで急に外側へ斜行し、セレナダンス（落馬・競走中止）の走行を妨害した。本来ならば加害馬であるアンダンテシチーを失格とするところだが、同馬はその後他馬と関係なく馬体に故障を生じ、最後の直線走路で競走を中止したため失格とはならなかった。騎手の草野太郎は開催日4日間の騎乗停止となった。
- 2011年7月3日、中山競馬第11競走・ラジオNIKKEI賞において、プランスデトワールは第1コーナーで急に外側に逸走し、ショウナンパルフェ（9着）とディアフォルティス（競走中止）の走行を妨害した。本来ならば加害馬であるプランスデトワールを失格とするところだが、同馬はそのまま競走を中止したため失格とはならなかった。騎手の横山典弘は開催日1日間の騎乗停止となった。

## 各国での表記
降着制度は本来ドイツ語圏で生まれたものであるが、英語では、日本語の「降着」に対応する名詞としてはdemotionが一般的である。しかし多くの場合は「○○を（が）×位から△着に降着とする（される）」と動詞の形で表現されることが多い。
以下は、英語における「降着」の代表的な表現。
- relegate ○○ to △th
- demote ○○ from ×th to △th　(「繰り上げ」はpromoteを使う)
- disqualify ○○ from ×th to △th